# HD 12661
HD 12661は、おひつじ座の方角にあるスペクトル型G6の黄色い主系列星である。地球からは121光年離れている。2つの太陽系外惑星を持つことが知られている。

## 特徴
ソーラーアナログの1つだが、半径、質量はいずれも太陽より1割程度大きい。
年齢は、彩層活動からの推定では70億年程度、リチウム量からの推定では46億年程度、物理パラメータを恒星の進化モデルに合わせた推定では18億年程度と、見積もり方によって大きな開きがある。

## 惑星系
1つ目の惑星は、2001年に発見された。2つ目の惑星は、同じチームにより2年後に発見された。
| 名称 （恒星に近い順） | 質量             | 軌道長半径 （天文単位） | 公転周期 (日)   | 軌道離心率      | 軌道傾斜角 | 半径      |
| --------------------- | ---------------- | ----------------------- | --------------- | --------------- | ---------- | --------- |
| b                     | > 2.30 ± 0.19 MJ | 0.831 ± 0.048           | 262.709 ± 0.083 | 0.3768 ± 0.0077 | —          | 1.3201 RJ |
| c                     | > 1.92 ± 0.16 MJ | 2.90 ± 0.17             | 1708 ± 14       | 0.031 ± 0.022   | —          | 1.1623 RJ |